# Worldcon

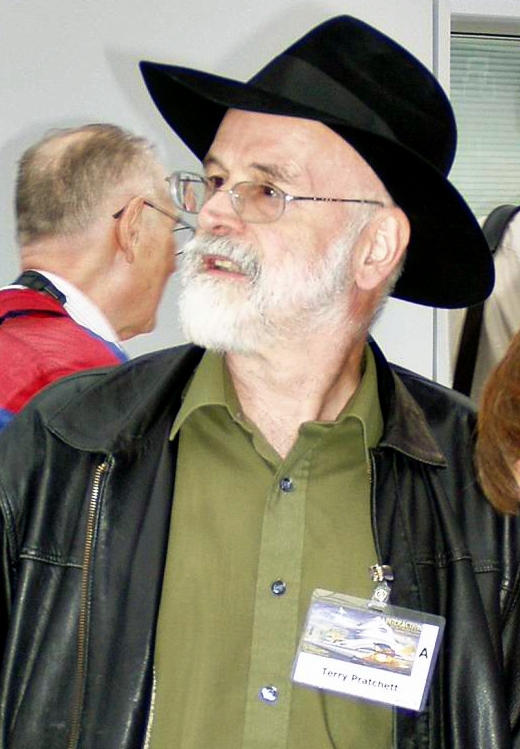
Terry Pratchett na Worldconu 2005 v Glasgow, srpen 2005

Worldcon, plným oficiálním jménem World Science Fiction Convention (Světový con/sjezd science fiction) je každoroční mezinárodní setkání fandomu SF a příbuzných žánrů. Je nejstarší z pravidelně pořádaných (první Worldcon proběhl v roce 1939 v New Yorku; přestávka nastala pouze v letech 1942–5 kvůli účasti USA ve válce) a patrně nejvýznamnější, i když nikoli největší: severoamerické mívají přes 5000 účastníků.
Worldcon je na rozdíl od většiny velkých světových conů putovní. O konání dalšího hlasují účastníci Worldconu dva (od 80. let do roku 2003 tři) roky předem; jednotlivé skupiny potenciálních pořadatelů několik let předem představují své kandidatury (bids), pořádají na jejich podporu večírky aj. V naprosté většině případů se Worldcon koná v USA (obvykle první zářijový víkend, kdy je v pondělí volno – Labor Day, svátek práce) a i na zahraničních, které bývají menší, mají Američané převahu. Zhruba dvakrát za desetiletí se koná Worldcon jinde v anglofonním světě: v Kanadě (1948, 1973, 1994, 2003), Velké Británii (Londýn 1957 a 1965, Brighton 1979 a 1987, Glasgow 1995 a 2005), Austrálii (1975, 1985, 1999). Návrat na evropský kontinent (Heidelberg 1970, Haag 1990) je v současnosti krajně nepravděpodobný. Roku 2007 bude Worldcon v Japonsku.
Od 50. let je na Worldconu vyhlašována cena Hugo za nejlepší science fiction nebo fantasy díla v řadě kategorií.
Worldcon má stejný program jako každý velký angloamerický con: Na každý Worldcon je pozváno několik „čestných hostů“ (Guest of Honor, GoH): známí spisovatelé, malíři, ale i fanové. Na každém conu se pořádají přednášky, respektive panelové diskuse, výstavy, jsou promítány filmy; častá jsou i (dosti komplexní) amatérská divadelní představení (případně premiéry amatérských filmů) a koncerty.
Worldcon má rovněž tradici kvalitní soutěže masek (Masquerade), kde se fanové oblékají do vlastnoručně vyrobených kostýmů postav ze sci-fi, fantasy nebo video her. Obvykle v neděli je organizována přehlídka, na kterou si účastníci musí připravit krátké vystoupení.